# ساختمان دایت ملی

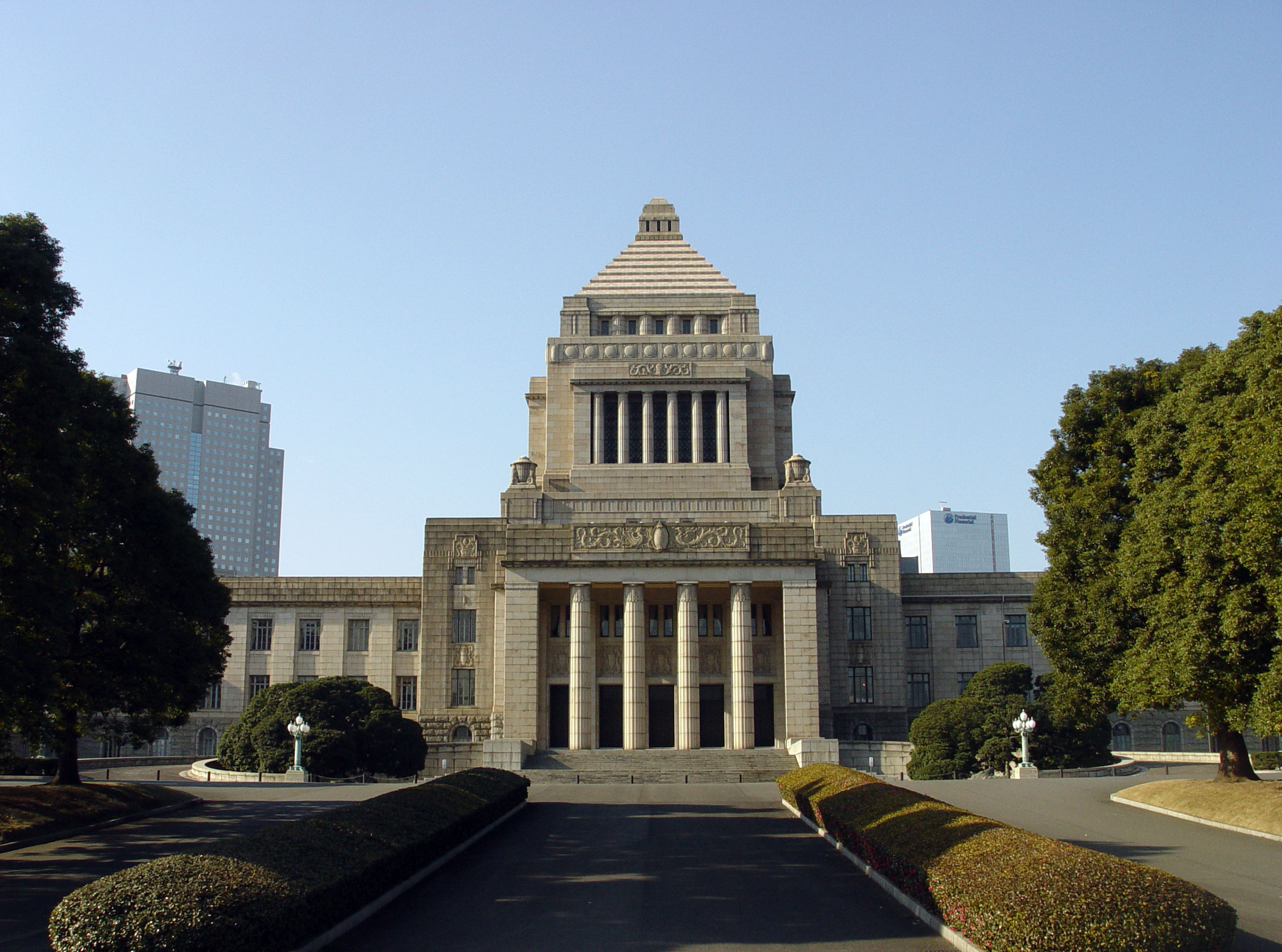
ساختمان مجلس ملی ژاپن

ساختمان دایت ملی (به ژاپنی: 国会議事堂, Kokkai-gijidō) در محلهٔ ناگاتاچو در منطقهٔ چیودا در توکیو پایتخت ژاپن واقع شده‌است و محل استقرار دایت ملی می‌باشد. ساخت این ساختمان در سال ۱۹۲۰ (میلادی) آغاز شد هرچند که برنامه برای ساخت آن به سال ۱۸۸۰ میلادی بر می‌گردد. به سبب اینکه توافق بر سر شکل ساختمان مجلس حاصل نشد، به مدت ۵۰ سال دولت ژاپن در محلی موقت ملاقات‌های خود را انجام می‌داد. تا بالاخره بنای این ساختمان در سال ۱۹۳۶ (میلادی) به پایان رسید.
این ساختمان دارای دو جناح چپ و راست است. جلسات مجلس نمایندگان در جناح چپ و جلسه مجلس مشاوران در جناح راست آن انجام می‌شود.